# Татраи, Вильмош
Вильмош Татраи (венг. Tátrai Vilmos; 7 октября 1912, Будапешт — 2 февраля 1999, там же) — венгерский скрипач, ансамблист, дирижер.

## Биография
В детстве игре на скрипке его обучал отец, любитель музыки работающий слесарем в депо. Именно с отцом Татраи начал играть в любительском оркестре. Учился у Ласло Лайты, Дежё Радоша, Имре Вальдбауэра. Скрипач-виртуоз, Татраи предпочитал ансамблевую игру. В 1928 году совместно с виолончелистом Г. Мадьяром организовал струнный квартет в составе которого он играл вплоть до 1939 года. В 1936—1937 годах концертмейстер оркестра Буэнос-Айресского радио, в 1938—1940 годах в одном из будапештских оркестров, в 1940—1944 годах в оркестре Секешфехервара. В 1946 году основал квартет Татраи — один из ведущих послевоенных венгерских камерных ансамблей (выступал до 1994 года), в 1957 году — Камерный оркестр Татраи. В 1958 году удостоен премии имени Кошута — высшей венгерской награды в области культуры. С 1965 года преподавал в Будапештской музыкальной академии имени Листа. С 1952 года, Татраи вместе со своим квартетом начал гастролировать по странам Европы, неоднократно посещая СССР с 1953 года.